# Usamaru Furuya
Usamaru Furuya (古屋 兎丸 Furuya Usamaru?) es un mangaka japonés nacido en Tokio el 25 de enero de 1968.

## Obras

### Manga
| Title | Year          | Notes | Refs               |
| --- | ------------- | --- | ------------------ |
| Palepoli (パレポリ?)                                                                                        | 1994–1995     | Serializada en Garo Publicada en 1 vol. |                    |
| Short Cuts (ショートカッツ?)                                                                                | 1996–1999     | Serializada en Weekly Young Sunday Publicada en 2 vol. | [ 1 ]              |
| Wsamarus 2001                                                                                               | 1998–1999     | Serializada en Studio Voice Publicada en 1 vol. | [ 2 ]              |
| Garden | 2000          | Recopilación de historias cortas publicadas orgiginalmente en Comic Cue, Manga Erotics y Garo.                                                                                         | [ 3 ]              |
| Plastic Girl                                                                                                | 2000          | Recopilación de historias cortas. |                    |
| La música de Marie (Marieの奏でる音楽, Marie no kanaderu ongaku)                                            | 2000–2001     | Serializada en Comic Birz Publicada en 2 vol. en Japón. Publicada en ! vol. en España por Milky Way Ediciones.                                                                         | [ 4 ] [ 5 ]        |
| El Club del Suicidio (自殺サークル, Jisatsu Sākuru)                                                         | 2002          | Serializada en Manga Erotics F Publicada en 1 vol. en España por Milky Way Ediciones.                                                                                                  | [ 6 ]              |
| π (パイ?)                                                                                                   | 2002–2005     | Serializada en Big Comic Spirits Publicada en 9 vol. |                    |
| Donki kōrin (鈍器降臨?)                                                                                     | 2004          | Serializada en Da Vinci Publicada en 1 vol. en inglés por Media Factory. |                    |
| Happiness (ハピネス?)                                                                                       | 2006          | Recopilación de historias cortas Publicada en 1 vol. en España por Milky Way Ediciones.                                                                                                | [ 7 ]              |
| Litchi Hikari Club (ライチ☆光クラブ, Litchi☆Hikari Club)                                                    | 2005–2006     | Basada en la obra de Norimizu Ameya Serializada en Manga Erotics F Publicada en 1 vol. en España como Hikari Club por EDT, y posteriormente como Litchi Hikari Club por ECC Ediciones. | [ 8 ] [ 9 ] [ 10 ] |
| Shōnen Shōjo Hyōryōki (少年少女漂流記?)                                                                     | 2006          | Escrito con Otsuichi Publicado en 1 vol. en inglés por Shueisha. |                    |
| 51 maneras de proteger a tu novia (彼女を守る51の方法, Kanojo wo Mamoru 51 no Hōhō)                         | 2006–2007     | Serializada en Weekly Comic Bunch Publicada en 5 vol. en España por Ponent Mon. Adaptada libremente en el animeTokyo Magnitude 8.0                                                     | [ 11 ]             |
| La Cruzada de los Inocentes (インノサン少年十字軍, Innocents Shōnen Jūjigun)                                | 2008–2011     | Serializada en Manga Erotics F Publicada en 3 vol. en España por ECC Ediciones.. | [ 12 ] [ 13 ]      |
| Genkaku Picasso (幻覚ピカソ?)                                                                               | 2008–2010     | Serializada en Jump Square Publicada en 3 vol. en España por Milky Way Ediciones. | [ 14 ]             |
| POP-kun (POPくん?)                                                                                          | 2008–2012     | Serializada en Yomiuri Shimbun |                    |
| Indigno de ser humano (人間失格, Ningen Shikkaku)                                                           | 2009–2011     | Adaptación de Indigno de ser humano de Osamu Dazai Serializada en Weekly Comic Bunch Publicada en 3 vol. en Japón porShinchosha Publicada en 1 vol. en inglés por Vertical Inc         |                    |
| Teiichi no Kuni (帝一の國?)                                                                                 | 2010–2016     | Serializada en Jump SQ.19 y Jump Square Publicada en 14 vol. | [ 15 ]             |
| Bokura no☆Hikari Club (ぼくらの☆ひかりクラブ)                                                               | 2011–2012     | Precuela de Litchi Hikari Club Serializada en Pocopoco Publicada en 2 vol. por Ohta Publishing                                                                                         |                    |
| Autasasinofilia ¡Quiero ser asesinado por una colegiala! (Joshikousei ni Korosaretai, 女子高生に殺されたい) | 2013–2016     | Serializada en Go Go Bunch Publicada en 2 vol. por Shinchosha Publicada en España por Ponent Mon.                                                                                      | [ 8 ] [ 16 ]       |
| Shōnen-tachi no Iru Tokoro (少年たちのいるところ?)                                                          | 2016–2017     | Serializada en Go Go Bunch Publicada en 1 vol. por Shinchosha. | [ 17 ]             |
| Amane†Gymnasium (アマネ†ギムナジウム?)                                                                      | 2017–2020     | Serializada en Morning Two Publicada en 7 vol. por Kodansha. | [ 18 ]             |
| Akihito Tennō Monogatari (明仁天皇物語)                                                                     | 2019          | Basada en un guión de Issei Eifuku Serializada en Shūkan Post Publicada en 1 vol. por Shogakukan.                                                                                      | [ 19 ]             |
| Lunatic Circus (ルナティックサーカス?)                                                                      | 2020–Presente | Serializada en Monthly Comic Bunch Publicada en 3 vol. por Shinchosha (hasta la fecha)                                                                                                 | [ 18 ]             |
| Tosho Lin Kai (図書委員界?)                                                                                 | 2021–2022     | Guión de Rina Ikoma Serializada en Monthly Comic Bunch Publicada en 1 vol. por Shinchosha.                                                                                             |                    |
| Litchi Hikari Club Collaboration (ライチ☆光クラブ コラボレーション)                                         | 2021          | Recopilación de trabajo inédito relacionado con Litchi Hikari Club, además de ilustraciones nuevas de la Wayama Yama. Publicado en 1 vol. en España por ECC Ediciones.                 | [ 20 ]             |

### Ilustración
- Flowers – Usamaru Furuya Art Book» (古屋兎丸画集)[21]

### Cine y teatro
- ZOO (Guión, storyboards, diseños de personajes)
- Noriko's Dinner Table (紀子の食卓) (Actor: Hombre en el coffee shop)
- Ichiban Kireina Mizu (いちばんきれいな水) (Película basada en el manga)[22]
- Short Cuts (ショートカッツ) (Obra original)
- Love Exposure (愛のむきだし) (Actor: Miyanishi)
- Litchi DE Hikari Club (Serie de anime de 8 episodios, basada en Litchi Hikari Club)
- Litchi Hikari Club (Película basada en el manga)
- Teiichi no kuni (Película basada en el manga)